# Lanciano
Lanciano is een stad in de Italiaanse provincie Chieti (regio Abruzzen) tussen de Adriatische Zee en het bergmassief van de Majella. In de Romeinse tijd had het de naam Anxanum. Opgravingen wijzen uit dat de plaats al vanaf de 12e eeuw voor Christus bewoond geweest moet zijn.
Lanciano is van oudsher een bedrijvige en welvarende plaats. Al in de middeleeuwen behoorden de markten van de stad tot de belangrijkste van het koninkrijk Napels. De oude, goed behouden, middeleeuwse wijken van Lanciano liggen verdeeld over 4 heuvels. Wat lager ligt het moderne deel van de stad.
De belangrijkste bezienswaardigheden zijn de indrukwekkende stadsmuur met de Torre Montanara en de compleet herbouwde kathedraal Santa Maria del Ponte (1785-88).
In de San Francesco-kerk wordt de gedaante van in Heilig Bloed veranderde miswijn vereerd, waaraan het 8e-eeuwse eucharistische wonder van Lanciano ten grondslag ligt.

## Geboren
- Dario Cataldo (17 maart 1985), wielrenner

## Afbeeldingen
|  |  |
|  |  |